# Lauren Murphy
Lauren Murphy, nata Lauren Taylor (Anchorage, 27 luglio 1983), è una lottatrice di arti marziali miste statunitense.
Combatte nella divisione dei pesi gallo per l'organizzazione UFC.
In passato è stata un'imbattuta campionessa di categoria in Invicta FC tra il 2013 ed il 2014, nonché detentrice dei titoli dei pesi piuma nelle promozioni locali Alaska Fighting Championship e Alaska Cage Fighting.
Ha combattuto con il nome Lauren Taylor fino a metà 2013; dopo la vittoria contro Sarah D'Alelio ed il seguente matrimonio con il proprio partner Lauren cambiò il proprio cognome in Murphy.

## Carriera nelle arti marziali miste

### Inizi
Lauren inizia la sua carriera da professionista nel 2010 combattendo in promozioni minori della sua Alaska: nei primi quattro incontri ottiene quattro vittorie per KO tecnico, vincendo il titolo dei pesi piuma sia nell'organizzazione Alaska Fighting Championship, sia nella Alaska Cage Fighting.
In seguito non combatte per tutto il 2012 e si trasferisce in Texas, tornando in azione nel marzo 2013 con un'altra vittoria per KO tecnico per la Legacy FC di Houston.

### Invicta Fighting Championships
Nel 2013 Lauren entrò nella promozione Invicta FC, organizzazione statunitense tutta al femminile e di gran prestigio nelle WMMA fin dalla sua nascita avvenuta nel 2012.
Esordì nella divisione dei pesi gallo con il quinto evento Invicta FC 5: Penne vs. Waterson sconfiggendo ai punti l'esperta Kaitlin Young (record: 7-7-1), con tutti i giudici che assegnarono due round su tre all'atleta dell'Alaska.
A causa della fuga di talenti che si stava verificando nella divisione dei pesi gallo dovuta all'inserimento della stessa nella prestigiosa promozione UFC Lauren si ritrovò subito coinvolta nella corsa al titolo: in luglio affrontò la grappler ed abile gatekeeper Sarah D'Alelio, vincendo ai punti un incontro equilibrato con i punteggi 30-27, 29-28 e 29-28, e ottenendo la possibilità di lottare per il nuovo titolo dei pesi gallo; in seguito alla vittoria Lauren Taylor ricevette la proposta di matrimonio da parte del compagno direttamente durante la conferenza stampa post-incontro, e successivamente cambiò il cognome in quello del marito, ovvero Murphy.
Nel dicembre 2013 con l'evento Invicta FC 7: Honchak vs. Smith Lauren Murphy lottò per il titolo contro la favorita Miriam Nakamoto, imbattuta fuoriclasse di muay thai convertitasi alle MMA: la Murphy subì nettamente lo striking della rivale nei primi due round, ma nel terzo round riuscì a tornare in partita utilizzando maggiormente la lotta e all'inizio del quarto round Nakamoto s'infortunò al ginocchio e diede forfait, consegnando la vittoria a Lauren Murphy; divenuta la prima campionessa dei pesi gallo nella storia dell'Invicta FC Lauren Murphy si disse disposta ad accettare un eventuale rematch contro Miriam Nakamoto.
A causa dell'inattività dell'Invicta FC, la quale non organizzò più eventi dal dicembre 2013, nel giugno 2014 Murphy espresse il suo interesse in un eventuale passaggio all'UFC.

### Ultimate Fighting Championship
Nel luglio 2014 Lauren Murphy passa alla più prestigiosa promozione di MMA del mondo, ovvero l'UFC, lasciando vacante il titolo Invicta FC.
Il debutto avvenne in agosto contro la numero 3 dei ranking Sara McMann: Murphy venne sconfitta in un incontro molto equilibrato.
In ottobre prende parte ai mondiali di jiu jitsu brasiliano no-gi in California nei tornei per le cinture blu, vincendo una medaglia d'oro nella categoria dei pesi medi ed una medaglia di bronzo nella categoria open.
Torna a combattere ad aprile del 2015, dove venne sconfitta per decisione unanime da Liz Carmouche. A febbraio del 2016 avrebbe dovuto combattere contro Sarah Moras, ma a poche settimane dall'evento quest'ultima subì un infortunio e dovette rinunciare all'incontro; al suo posto venne inserita Kelly Faszholz. La Murphy, dopo un match molto equilibrato ed affiatante, ottenne la vittoria per KO tecnico a pochi secondi dalla fine, mettendo a segno una serie di pugni e di gomitate. Entrambe le atlete vennero premiate con il riconoscimento Fight of the Night.
A luglio del 2016 viene sconfitta per KO tecnico dall'imbattuta Katlyn Chookagian.

## Risultati nelle arti marziali miste
| Risultato | Record | Avversario          | Metodo                              | Evento                                            | Data              | Round | Tempo | Città                        | Note                                       |
| --------- | ------ | ------------------- | ----------------------------------- | ------------------------------------------------- | ----------------- | ----- | ----- | ---------------------------- | ------------------------------------------ |
| Sconfitta | 15-5   | Valentyna Ševčenko  | KO tecnico (gomitate e pugni)       | UFC 266                                           | 25 settembre 2021 | 4     | 4:00  | Las Vegas, Stati Uniti       | Per il titolo femminile dei pesi mosca UFC |
| Vittoria  | 15-4   | Joanne Calderwood   | Decisione (non unanime)             | UFC 263: Adesanya vs. Vettori 2                   | 12 giugno 2021    | 3     | 5:00  | Glendale, Stati Uniti        |                                            |
| Vittoria  | 14-4   | Liliya Shakirova    | Sottomissione (rear-naked choke)    | UFC 254: Khabib vs. Gaethje                       | 24 ottobre 2020   | 2     | 3:31  | Abu Dhabi, Emirati Arabi     |                                            |
| Vittoria  | 13-4   | Roxanne Modafferi   | Decisione (unanime)                 | UFC on ESPN: Blaydes vs. Volkov                   | 20 giugno 2020    | 3     | 5:00  | Las Vegas, Stati Uniti       |                                            |
| Vittoria  | 12-4   | Andrea Lee          | Decisione (non unanime)             | UFC 247: Jones vs. Reyes                          | 8 febbraio 2020   | 3     | 5:00  | Houston, Stati Uniti         |                                            |
| Vittoria  | 11-4   | Mara Romero Borella | KO tecnico (ginocchiata e gomitate) | UFC on ESPN: Covington vs. Lawler                 | 3 agosto 2019     | 3     | 1:46  | Newark, Stati Uniti          |                                            |
| Sconfitta | 10-4   | Sijara Eubanks      | Decisione (unanime)                 | UFC Fight Night: Rivera vs. Moraes                | 1 giugno 2018     | 3     | 5:00  | Utica, Stati Uniti           |                                            |
| Vittoria  | 10-3   | Barb Honchak        | Decisione (non unanime)             | The Ultimate Fighter: A New World Champion Finale | 1 dicembre 2017   | 3     | 5:00  | Las Vegas, Stati Uniti       | Debutto nei pesi mosca                     |
| Sconfitta | 9-3    | Katlyn Chookagian   | Decisione (unanime)                 | UFC Fight Night: McDonald vs. Lineker             | 13 luglio 2016    | 3     | 5:00  | Sioux Falls, Stati Uniti     |                                            |
| Vittoria  | 9-2    | Kelly Faszholz      | KO Tecnico (gomitate e pugni)       | UFC Fight Night: Cowboy vs. Cowboy                | 21 febbraio 2016  | 3     | 4:55  | Pittsburgh, Stati Uniti      | Fight of the Night                         |
| Sconfitta | 8-2    | Liz Carmouche       | Decisione (unanime)                 | UFC Fight Night: Mendes vs. Lamas                 | 4 aprile 2015     | 3     | 5:00  | Fairfax, Stati Uniti         |                                            |
| Sconfitta | 8-1    | Sara McMann         | Decisione (non unanime)             | UFC Fight Night: Bader vs. Saint Preux            | 16 agosto 2014    | 3     | 5:00  | Bangor, Stati Uniti          | Debutto in UFC                             |
| Vittoria  | 8–0    | Miriam Nakamoto     | KO Tecnico (infortunio)             | Invicta FC 7: Honchak vs. Smith                   | 7 dicembre 2013   | 4     | 0:23  | Kansas City, MO, Stati Uniti | Vince il titolo dei Pesi Gallo Invicta FC  |
| Vittoria  | 7–0    | Sarah D'Alelio      | Mazzate                             | Invicta FC 6: Coenen vs. Cyborg                   | 13 luglio 2013    | 3     | 5:00  | Kansas City, MO, Stati Uniti |                                            |
| Vittoria  | 6–0    | Kaitlin Young       | Decisione (unanime)                 | Invicta FC 5: Penne vs. Waterson                  | 5 aprile 2013     | 3     | 5:00  | Kansas City, MO, Stati Uniti | Debutto in Invicta FC                      |
| Vittoria  | 5–0    | Jennifer Scott      | KO Tecnico (gomitate)               | Legacy FC 18                                      | 1º marzo 2013     | 1     | 4:10  | Houston, Stati Uniti         | Passa ai Pesi Gallo                        |
| Vittoria  | 4–0    | Julia Griffin       | KO Tecnico (pugni)                  | ACF: Tribute to Veterans                          | 28 ottobre 2011   | 2     | 4:26  | Fairbanks, Stati Uniti       | Vince il titolo dei Pesi Piuma ACF         |
| Vittoria  | 3–0    | Willow Bailey       | KO Tecnico (ritiro)                 | AFC 79: Champions                                 | 12 gennaio 2011   | 2     | 3:00  | Anchorage, Stati Uniti       | Vince il titolo dei Pesi Piuma AFC         |
| Vittoria  | 2–0    | Leslie Wright       | KO Tecnico (pugni)                  | AFC 76                                            | 13 ottobre 2010   | 2     | 2:25  | Anchorage, Stati Uniti       |                                            |
| Vittoria  | 1–0    | Kloiah Wayland      | KO Tecnico (pugni)                  | AFC: Mat Su Showdown 2                            | 9 giugno 2010     | 1     | 0:17  | Wasilla, Stati Uniti         |                                            |